# 萧大昕
蕭大昕（541年—551年10月2日），字仁朗，梁簡文帝蕭綱第十八子，母为陈夫人。
蕭大昕四岁时，母亲陈夫人去世，大昕便哀慕毁悴，如若成人，早晚哭泣，造成眼伤。太清二年（548年），侯景围攻建康。太清三年（549年），京城陷落，梁武帝被困餓死，侯景立太子蕭綱为帝。大昕奉慰父亲，呜咽不止，左右莫不掩泣。大宝元年十月乙未（550年11月13日），封义安郡王，食邑二千户。大宝二年，出任宁远将军、琅邪、彭城二郡太守。
大宝二年八月戊午（551年10月2日），侯景废蕭綱为晋安王，杀害蕭大昕，时年十一岁。皇太子萧大器、寻阳王萧大心、西阳王萧大钧、武宁王萧大威、建平王萧大球也同时被杀。